# María Cervera
María Cervera (ur. 26 lutego 1956, zm. 16 października 2018) – peruwiańska siatkarka. Reprezentantka kraju na igrzyskach olimpijskich w Montrealu. Srebrna medalistka igrzysk panamerykańskich w 1975. Medalistka mistrzostw Ameryki Południowej.